# Manoir de Trimer
Le manoir de Trimer est un édifice civil de la commune de Trimer, dans le département d’Ille-et-Vilaine en région Bretagne. 

## Localisation
Il se trouve dans le petit village de Trimer.

## Historique
Le manoir a été construit en 1640. Il a été commandé par Ian Robiou de la Claye comme inscrit sur un parchemin (document historique).
Il est inscrit au titre des monuments historiques depuis le 20 septembre 2012,.

## Architecture
Le soubassement en pierres est surélevé en bauge et la rénovation respecte les méthodes de construction en terre de l'époque.

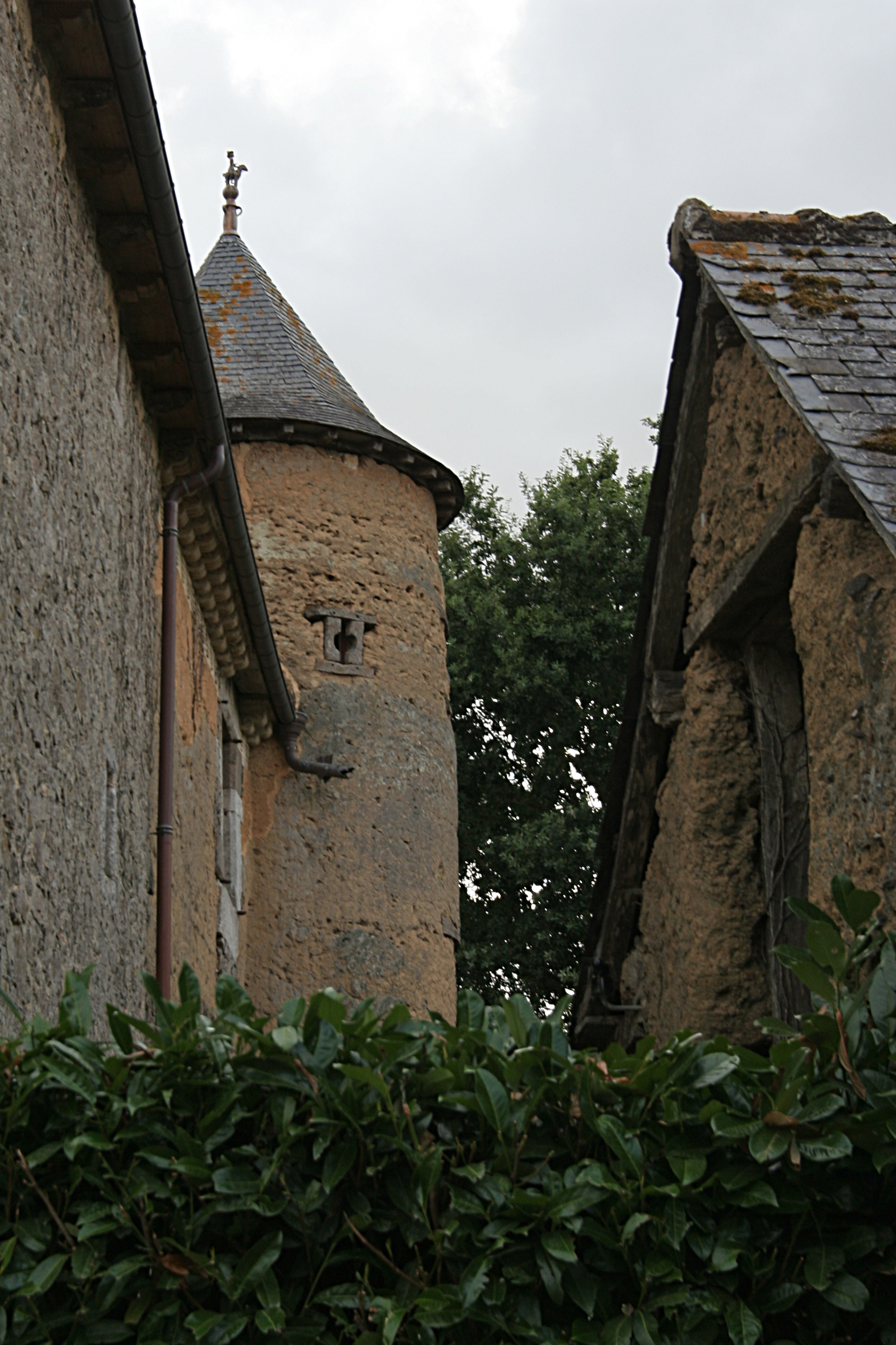
Tour escalier du manoir.